# Melanophilharmostes ghanae
Melanophilharmostes ghanae is een keversoort uit de familie Hybosoridae. De wetenschappelijke naam van de soort is voor het eerst geldig gepubliceerd in 1974 door Paulian.